# Saint-Loube
Saint-Loube är en kommun i departementet Gers i regionen Occitanien i sydvästra Frankrike. Kommunen ligger i kantonen Lombez som tillhör arrondissementet Auch. År 2022 hade Saint-Loube 99 invånare.

## Befolkningsutveckling
Antalet invånare i kommunen Saint-Loube
Referens:INSEE